# Campylotropis latifolia
Campylotropis latifolia är en ärtväxtart som först beskrevs av Stephen Troyte Dunn, och fick sitt nu gällande namn av Anton Karl Schindler. Campylotropis latifolia ingår i släktet Campylotropis och familjen ärtväxter. Inga underarter finns listade i Catalogue of Life.